# جورج واشنطن فوستر
جورج واشنطن فوستر (بالإنجليزية: George Washington Foster)‏ هو مهندس معماري أمريكي، ولد في 1866 في نيوآرك في الولايات المتحدة، وتوفي في 1923 في بارك ريدج في الولايات المتحدة.